# تارو سوگاهارا
تارو سوگاهارا (انگلیسی: Taro Sugahara؛ زادهٔ ۱۴ ژوئن ۱۹۸۱) بازیکن فوتبال اهل ژاپن است.
از باشگاه‌هایی که در آن بازی کرده‌است می‌توان به باشگاه فوتبال ویسل کوبه، باشگاه فوتبال کاشیوا ریسول، و باشگاه فوتبال ساگان توسو اشاره کرد.